# عادل الأعصر

عادل الأعصر (مخرج)

عادل الأعصر مخرج سينمائي مصري  من مواليد 28 فبراير 1955، بدأ عمله في الحقل الفني عام 1985 بفيلم «صفقة مع امرأة».
يقوم الأعصر بتدريس دورات في التمثيل ومبادئ الإخراج في اكاديمية دهب للتدريب الاعلامي والفني 
فاز الأعصر في مهرجان القاهرة السينمائي الدولي الثاني والعشرين عام 1999 بجائزة أفضل فيلم عربي لفيلمه «اختفاء جعفر المصري».
قال المخرج عادل الأعصر عن نفسه: «بعد تخرجي رفضت العمل كمعيد في معهد السينما وعملت مساعداً للإخراج لفترة محدودة مع صلاح أبوسيف في فيلم» الكداب" ومع نور الدمرداش في التلفزيون واكتسبت الخبرة الأساسية عبر عملي في إخراج الإعلانات والتي كانت تصور باسلوب سينمائي وكان الإعلان يمر بنفس المراحل الخاصة بالفيلم لكنه يظهر في نصف دقيقة فقط وليس في ساعتين وهو الأصعب وفي عام 1981 قررت خوض تجربة الإخراج السينمائي ولم اجد وقتها من يعطيني الفرصة فقررت الإنتاج وكان أول أعمالي فيلم «صفقة مع امرأة» عام 1985 بطولة مديحة كامل وعادل إمام وحسين فهمي، وحصلت من خلاله على جائزة في مهرجان أسوان الذي كان ينظمه في ذلك الوقت معهد السينما...  "دموع الشيطان «وهو فيلم سيكو دراما وكان أيضاً من إنتاجي ثم فيلم» مخالب امراة" الذي عرض في مهرجان القاهرة قبل أن يأخذ الصبغة الدولية وحصل على جائزة اعلانية، وفيلم "فضيحة العمر" وهو من أجمل افلامي وحصلت عنه على جائزة أفضل إخراج من مهرجان الإسكندرية وحصلت بطلة الفيلم "شريهان «على جائزة أفضل ممثلة... فيلم»عفريت النهار «الذي حصل على 8 جوائز من مهرجان الإسكندرية».

## أهم أفلامه
فيلم السقوط  عام 1990، بطولة مديحة كامل وفاروق الفيشاوي
فيلم «الهروب إلى القمة» عام 1996، بطولة نور الشريف وإلهام شاهين.
فيلم «الجبلاوي» عام 1991، بطولة كمال الشناوي وسماح أنور.
فيلم «بوابة إبليس» عام 1993، بطولة مديحة كامل ومحمود حميدة.  
فيلم «حفار البحر» عام 2003، بطولة فاروق الفيشاوي وفرح.  
فيلم «نحب عيشة الحرية» عام 2001، بطولة إلهام شاهين وماجد المصري.  

## وصلات خارجية
http://www.dma-academy.com/adel-elaser.html نسخة محفوظة 31 أكتوبر 2021 على موقع واي باك مشين. عادل الأعصر
https://www.al-jazirah.com/1999/19990305/wn6.htm عادل الأعصر
https://www.imdb.com/name/nm0252576/?ref_=nv_sr_srsg_5 عادل الأعصر
https://karohat.com/Person/9764025f-5f21-4495-b9e0-62bf5deb945a عادل الأعصر